# Musgraveia sulciventris
Musgraveia sulciventris (лат.) — вид клопов-щитников из семейства Tessaratomidae рода Musgraveia. Крупный австралийский клоп, часто встречается в садах и парках, считается вредителем цитрусовых растений. Взрослые клопы достигают 25 мм в длину. Сосут соки из верхних частей растений.

## Таксономия
Вид впервые описан шведским энтомологом Карлом Столём в 1863 году как Oncoscelis sulciventris из коллекции, собранной близ залива Мортон в Квинсленде. Английские энтомологи Деннис Лестон и Скуддер реклассифицировали вид как Musgraveia sulciventris в 195 году в ходе реорганизации рода Oncoscelis и близких родов. Это типовой представитель рода Musgraveia.

## Описание и жизненный цикл
Спаривание проходит с ноября по март около Сиднея, причём отдельный процесс спаривания может длиться от 3 до 5 дней. Через 1—3 дня самка откладывает 10—14 яиц. Всего самки откладывают до 4 кладок яиц, как правило, на нижней стороне молодых листьев. Яйца ярко-зелёного цвета сферические 2,5 мм в диаметре. Инкубационный период зависит от температуры и влажности. Так, при температуре 25 °C и влажности 60 % инкубационный период занимает 7,4 дня. Стадия нимфы настолько отличается цветом от взрослой особи (имаго), что её можно принять за отдельный вид. Нимфа проходит 5 этапов развития (линек). Нимфа на 1-м этапе остаётся близ яйца, она прозрачная бледно-зелёного цвета с зеленовато-белыми ногами и усиками и оранжевыми глазами. Нимфа 2-й стадии более жёлто-коричневая или бледно-жёлтая.

## Ареал
Musgraveia sulciventris встречается в Квинсленде и Новом Южном Уэльсе в Восточной Австралии до Вуллонгонга. Ареал значительно расширился после европейской колонизации континента.

## Местобитание и экология
В дикой природе обитает на пустынном лайме (Citrus glauca), австралийском пальчиковом лайме (Citrus australasica) и коррее. Стал главным вредителем цитрусовых садов. Musgraveia sulciventris высасывает соки из молодых побегов и молодых фруктов, вызывая их пожелтение и опадание. Способен вызвать гибель всего урожая.
При опасности Musgraveia sulciventris выделяет из желёз на груди жидкость неприятного запаха, в состав которой входят алканы, цимицин и альдегиды. Жидкость главным образом направлена на защиту от артроподов, для которых она смертельна. Однако, защитная жидкость M. sulciventris является также ядовитой для позвоночных, особенно птиц. Кроме этого, при попадании она может вызвать повреждения кожи и глаз у человека. Клоп способен брызгать ядовитой жидкостью на расстояние до 60 см.